# Juliet and Her Nurse
Juliet and Her Nurse ist ein Gemälde von William Turner aus dem Jahr 1836.
Dargestellt ist der Markusplatz aus der Vogelperspektive mit Blick auf den Campanile, die Frontseite von San Marco, den Canal Grande und eine schemenhafte Santa Maria della Salute auf der rechten Bildseite. Am rechten unteren Bildrand stehen Julia und ihre Amme auf einem Balkon.

## Hintergrund
Das Bild wurde am 29. Mai 1980 bei Sotheby’s für 6,4 Millionen Dollar versteigert, zu diesem Zeitpunkt der höchste Preis, der in einer Auktion für ein Bild erlöst werden konnte. Turners Bild wurde erstmals 1836 in der Sommerausstellung der Royal Academy am Trafalgar Square gezeigt, zusammen mit zwei weiteren Bildern Turners, Rome, from Mount Aventine und Mercury and Argus. Juliet and Her Nurse wurde Zielscheibe heftiger Attacken durch den Reverend John Eagles, ehemals Curator an der Kirche St. Nicholas in Birmingham und selbst eifriger Amateurmaler. In einem Artikel im  Blackwood’s Magazine bezeichnete er das Bild als „sonderbaren Wirrwar“ (strange jumble), und er warf Turner vor, dass er eine Szene aus Shakespeares Romeo und Julia von Verona nach Venedig versetzt habe. Das Bild sei “[…] a most unpleasant mixture, wherein white gambouge [sic] and raw sienna are, with childish execution, daubed together” (deutsch: „[eine] höchst unpassende Mixtur, in der weißes Senfgelb und grobes Siena kindisch zusammengekleckst sei.“)
Dieser Verriss rief den damals erst 17-jährigen Ruskin auf den Plan, der in einem Leserbrief an das Magazin gegen diese Kritik heftig protestierte.

## Reproduktion
Verbreitet wurde das Bild durch einen Kupferstich von George Hollis (1793–1842). Der Stich von 1842 hat das Format 42,2 × 56,6 cm.